# Tổ hợp afin
Trong toán học, tổ hợp afin của các vectơ x1,..., xn là một tổ hợp tuyến tính được định nghĩa như sau:
{\displaystyle {\boldsymbol {\phi }}(\alpha _{i},x_{i})=\sum _{i=1}^{n}{\alpha _{i}\cdot x_{i}}}
trong đó tổng các hệ số bằng 1, tức là:
{\displaystyle \sum _{i=1}^{n}{\alpha _{i}}=1}.
Ở đây, giả sử các vector nằm trong một không gian vectơ cho trước V trên một trường K và các hệ số là số vô hướng thuộc K.
Khái niệm này quan trọng, chẳng hạn trong hình học Euclide.
Một tổ hợp afin của các điểm bất động của một phép biến đổi afin cũng là một điểm bất động, vì vậy các điểm bất động này tạo ra một không gian con afin (trong không gian 3 chiều: một đường thẳng hay một mặt phẳng, và trong các trường hợp tầm thường, là một điểm hay cả không gian).

## Gợi ý
Giả sử các điểm trong không gian tương ứng với các vectơ. Hình dung tình huống sau: người A biết một điểm cụ thể là điểm gốc của không gian, trong khi đó người B lại cho rằng điểm khác - ta gọi nó là p - là điểm gốc. Hai người thực hiện phép cộng a và b. Theo phép cộng vectơ thông thường, B sẽ vẽ một mũi tên từ p đến a và một mũi tên khác từ p đến b, rồi vẽ tiếp một hình bình hành để tìm một điểm mà B nghĩ rằng đó là a + b. Nhưng thực ra, đối với A thì đó là điểm hình thành từ phép tính p + (a − p) + (b − p). Tương tự, nếu A và B cứ thử làm nhiều tổ hợp tuyến tính khác nhau của 
a và b, hoặc tổ hợp tuyến tính của một số hữu hạn vector như vậy, A và B nhìn chung sẽ có thu được những kết quả khác nhau. Thế nhưng - chúng ta có một lưu ý:
Nếu tổ hợp tuyến tính giữa a và b là một tổ hợp affine, nghĩa là tổng các hệ số bằng 1, khi đó A và B luôn có cùng một kết quả.
Vấn đề ở chỗ là: A đang làm việc trên "cấu trúc tuyến tính", nhưng cả A và B đều đang làm việc trên "cấu trúc afin" - tức là, trên giá trị của các tổ hợp afin.
Một điều cần lưu ý nữa là: chỉ có tổng các hệ số bằng 1 thì mới có kết quả nói trên.